# Щербань, Алексей Александрович
Щербань Алексей Александрович (родился 17 ноября 1990 года в селе Покосное, Манский район, Красноярский край) — российский регбист, полузащитник схватки команды «Енисей-СТМ» и сборных России по регби-15 и регби-7.

## Биография
В 1998 году переехал с родителями в Красноярск, где первоначально занимался футболом, но в 12 лет выбрал регби. С 18 лет в основном составе «тяжелой машины». Со временем стал незаменимым игроком в команде. Четырежды становился чемпионом страны, дважды обладателем Кубка и Суперкубка.
Впервые вызван на учебно-тренировочный сбор национальной команды в январе 2011 года, который проходил в Новой Зеландии и был подготовкой к Кубку мира 2011 года. Свой первый тест-матч сыграл против команды «Таранаки». В официальном матче дебютировал в июне 2012 года, в соперниках была вторая сборная Италии. Бронзовый призёр Кубка европейских наций по регби 2013, 2014 и 2016 годов. Бронзовый призёр чемпионата Европы 2013 года по регби-7.
С 2011 года в составе сборной по регби-7.

## Личная жизнь
Женат, сын Даниил.

## Достижения
- Чемпион России — 2011, 2012, 2014, 2016, 2017
- Обладатель Кубка России — 2014, 2016, 2017